# Taekwondo-Weltmeisterschaften 2015
Die 22. Taekwondo-Weltmeisterschaften der WTF fanden vom 12. bis 18. Mai 2015 in der russischen Stadt Tscheljabinsk statt. Wettkampfstätte war die Eissportarena Traktor.
Russland war zum ersten Mal Gastgeber der Weltmeisterschaften und setzte sich am 7. Juni 2013 im schweizerischen Lausanne gegen die Bewerbungen aus Ho-Chi-Minh-Stadt und Rio de Janeiro durch.

## Ergebnisse

### Männer
| Gewichtsklasse | Gold                 | Silber              | Bronze                 |
| -------------- | -------------------- | ------------------- | ---------------------- |
| - 54 kg        | Kim Tae-hun          | Stanislaw Denissow  | Venilto Torres         |
| - 54 kg        | Kim Tae-hun          | Stanislaw Denissow  | Ramnarong Sawekwiharee |
| - 58 kg        | Farzan Ashourzadeh   | Si Mohamed Ketbi    | Ruslan Poisejew        |
| - 58 kg        | Farzan Ashourzadeh   | Si Mohamed Ketbi    | Zhao Shuai             |
| - 63 kg        | Jaouad Achab         | Joel González       | Abolfazl Yaghoubi      |
| - 63 kg        | Jaouad Achab         | Joel González       | Saúl Gutiérrez         |
| - 68 kg        | Servet Tazegül       | Alexei Denissenko   | José Rosillo           |
| - 68 kg        | Servet Tazegül       | Alexei Denissenko   | Shin Dong-yun          |
| - 74 kg        | Masoud Hajji-Zavareh | Nikita Rafalowitsch | Albert Gaun            |
| - 74 kg        | Masoud Hajji-Zavareh | Nikita Rafalowitsch | Ismaël Coulibaly       |
| - 80 kg        | Mehdi Khodabakhshi   | Damon Sansum        | Aaron Cook             |
| - 80 kg        | Mehdi Khodabakhshi   | Damon Sansum        | Tahir Güleç            |
| - 87 kg        | Radik İsayev         | Jasur Baikusijew    | Wladislaw Larin        |
| - 87 kg        | Radik İsayev         | Jasur Baikusijew    | Rafael Alba            |
| + 87 kg        | Dmitri Schokin       | Firmin Zokou        | Anthony Obame          |
| + 87 kg        | Dmitri Schokin       | Firmin Zokou        | Robelis Despaigne      |

### Frauen
| Gewichtsklasse | Gold                   | Silber            | Bronze                |
| -------------- | ---------------------- | ----------------- | --------------------- |
| - 46 kg        | Panipak Wongpattanakit | Irina Romoldanowa | Lin Wan-ting          |
| - 46 kg        | Panipak Wongpattanakit | Irina Romoldanowa | Iris Silva            |
| - 49 kg        | Ha Min-ah              | Wu Jingyu         | Swetlana Igumenowa    |
| - 49 kg        | Ha Min-ah              | Wu Jingyu         | Tijana Bogdanović     |
| - 53 kg        | Lim Geum-byeol         | Huang Yun-wen     | Ana Zaninović         |
| - 53 kg        | Lim Geum-byeol         | Huang Yun-wen     | Andriana Asprogeraka  |
| - 57 kg        | Mayu Hamada            | Eva Calvo         | Kimia Alisadeh        |
| - 57 kg        | Mayu Hamada            | Eva Calvo         | Edina Kotsis          |
| - 62 kg        | İrem Yaman             | Marta Calvo       | Wiktorija Belanoskaja |
| - 62 kg        | İrem Yaman             | Marta Calvo       | Rachelle Booth        |
| - 67 kg        | Chuang Chia-chia       | Nur Tatar         | Paige McPherson       |
| - 67 kg        | Chuang Chia-chia       | Nur Tatar         | Katherine Dumar       |
| - 73 kg        | Oh Hye-ri              | Zheng Shuyin      | Jackie Galloway       |
| - 73 kg        | Oh Hye-ri              | Zheng Shuyin      | Iva Radoš             |
| + 73 kg        | Bianca Walkden         | Gwladys Épangue   | Nafia Kuş             |
| + 73 kg        | Bianca Walkden         | Gwladys Épangue   | Olga Iwanowa          |

## Mannschaftswertung

### Männer
| Platz | Mannschaft         | Punkte |
| ----- | ------------------ | ------ |
| 1     | Iran               | 65     |
| 2     | Russland           | 50     |
| 3     | Usbekistan         | 43     |
| 4     | Südkorea           | 42     |
| 5     | Spanien            | 34     |
| 6     | Belgien            | 33     |
| 7     | Türkei             | 33     |
| 8     | Aserbaidschan      | 30     |
| 9     | Mexiko             | 29     |
| 10    | Vereinigte Staaten | 26     |

### Frauen
| Platz | Mannschaft             | Punkte |
| ----- | ---------------------- | ------ |
| 1     | Südkorea               | 56     |
| 2     | Chinesisch Taipeh      | 41     |
| 3     | Türkei                 | 40     |
| 4     | Volksrepublik China    | 38     |
| 5     | Vereinigtes Königreich | 31     |
| 6     | Russland               | 31     |
| 7     | Spanien                | 28     |
| 8     | Frankreich             | 26     |
| 9     | Vereinigte Staaten     | 26     |
| 10    | Kroatien               | 25     |

## Medaillenspiegel
| Platz  | Land                   | Gold | Silber | Bronze | Gesamt |
| ------ | ---------------------- | ---- | ------ | ------ | ------ |
| 1      | Südkorea               | 4    | –      | 1      | 5      |
| 2      | Iran                   | 3    | –      | 2      | 5      |
| 3      | Türkei                 | 2    | 1      | 1      | 4      |
| 4      | Usbekistan             | 1    | 2      | –      | 3      |
| 5      | Chinesisch Taipeh      | 1    | 1      | 1      | 3      |
|        | Vereinigtes Königreich | 1    | 1      | 1      | 3      |
| 7      | Belgien                | 1    | 1      | –      | 2      |
| 8      | Thailand               | 1    | –      | 1      | 2      |
| 9      | Aserbaidschan          | 1    | –      | –      | 1      |
|        | Japan                  | 1    | –      | –      | 1      |
| 11     | Spanien                | –    | 3      | 1      | 4      |
| 12     | Russland               | –    | 2      | 5      | 7      |
| 13     | Volksrepublik China    | –    | 2      | 1      | 3      |
| 14     | Frankreich             | –    | 1      | –      | 1      |
|        | Elfenbeinküste         | –    | 1      | –      | 1      |
|        | Ukraine                | –    | 1      | –      | 1      |
| 17     | Brasilien              | –    | –      | 2      | 2      |
|        | Kroatien               | –    | –      | 2      | 2      |
|        | Kuba                   | –    | –      | 2      | 2      |
|        | Vereinigte Staaten     | –    | –      | 2      | 2      |
| 21     | Belarus                | –    | –      | 1      | 1      |
|        | Kolumbien              | –    | –      | 1      | 1      |
|        | Gabun                  | –    | –      | 1      | 1      |
|        | Deutschland            | –    | –      | 1      | 1      |
|        | Griechenland           | –    | –      | 1      | 1      |
|        | Ungarn                 | –    | –      | 1      | 1      |
|        | Mali                   | –    | –      | 1      | 1      |
|        | Mexiko                 | –    | –      | 1      | 1      |
|        | Moldau                 | –    | –      | 1      | 1      |
|        | Serbien                | –    | –      | 1      | 1      |
| Gesamt | Gesamt                 | 16   | 16     | 32     | 64     |